# Gonioctena
Gonioctena is een geslacht van kevers uit de familie bladkevers (Chrysomelidae).
De wetenschappelijke naam van het geslacht werd in 1837 gepubliceerd door Louis Alexandre Auguste Chevrolat.

## Soorten
- Gonioctena aegrota Fabricius, 1798
- Gonioctena altimontana Chen, 1984
- Gonioctena decaspilota Achard, 1924
- Gonioctena decemnotata Marsham, 1802
- Gonioctena emeishana Bezdek, 2002
- Gonioctena filippovi Medvedev, 2004
- Gonioctena flavicornis Suffrian, 1851
- Gonioctena foochowensis Gruev, 1989
- Gonioctena fornicata Brüggemann, 1873
- Gonioctena gobanzi Reitter, 1902
- Gonioctena hiranoi Takizawa, 1989
- Gonioctena hoki Takizawa, 2007
- Gonioctena holdhausi Leeder, 1950
- Gonioctena intermedia Helliesen, 1913
- Gonioctena interposita Franz & Palmén, 1950
- Gonioctena israelita Lopatin & Friedman, 2003
- Gonioctena katsuyai Takizawa, 2007
- Gonioctena kaufmanni Miller, 1881
- Gonioctena kidoi Takizawa & Daccordi, 1998
- Gonioctena leprieuri Pic, 1911
- Gonioctena lineata Gené, 1839
- Gonioctena linnaeana Schrank, 1781
- Gonioctena nepala Gruev, 1989
- Gonioctena nivosa Suffrian, 1851
- Gonioctena norvegica Strand, 1936
- Gonioctena oculata Wang & Ge in Wang Shu-yong, 2002
- Gonioctena olivacea Forster, 1771
- Gonioctena osawai Kimoto, 1996
- Gonioctena pallida Linnaeus, 1758
- Gonioctena pseudogobanzi Kippenberg, 2001
- Gonioctena pseudogobanzi Kippenberg, 2001
- Gonioctena quinquepunctata Fabricius, 1787
- Gonioctena shibatai Takizawa, 1982
- Gonioctena simotuke Takizawa, 2007
- Gonioctena suwai Takizawa, 1985
- Gonioctena tatesinensis Takizawa, 2007
- Gonioctena variabilis Olivier, 1790
- Gonioctena viminalis Linnaeus, 1758
- Gonioctena yunnanus Medvedev, 1999